# 福爾德縣 (德克薩斯州)
福爾德县（英語：Foard County）是美國德克薩斯州西北部的一個縣。面積1,833平方公里。根据美國2000年人口普查，共有人口1,622人。縣治克羅韋爾（Crowell）。
成立於1891年3月3日，縣政府成立於4月21日。縣名紀念律師、南北戰爭時期軍官羅伯特·李維·福爾德 （Robert Levi Foard）。